# Otacilia ansula
Espèce
Otacilia ansula est une espèce d'araignées aranéomorphes de la famille des Phrurolithidae.

## Distribution
Cette espèce est endémique du Jeolla du Sud en Corée du Sud,. Elle se rencontre dans le district de Haenam.

## Description
Le mâle holotype mesure 2,67 mm.

## Systématique et taxinomie
Cette espèce a été décrite par Jang, Lee, Bae et Kim en 2023.

## Publication originale
- Jang, Lee, Bae & Kim, 2023 : « Descriptions of Clubiona bakurovi and Otacilia ansula sp. nov. (Araneae: Clubionidae and Phrurolithidae) from South Korea. » Animal Systematics, Evolution and Diversity, vol. 39, no 2, p. 72-76.